# Tillandsia pseudomacbrideana
Tillandsia pseudomacbrideana är en gräsväxtart som beskrevs av Werner Rauh. Tillandsia pseudomacbrideana ingår i släktet Tillandsia och familjen Bromeliaceae. Inga underarter finns listade i Catalogue of Life.